# Pornsak Pongthong
Pornsak Pongthong (thailändisch พรศักดิ์ ป้องทอง, * 9. Mai 1987 in Nakhon Phanom) ist ein thailändischer Fußballspieler.

## Karriere
Pornsak Pongthong erlernte das Fußballspielen in die Jugendmannschaft des Erstligisten Chonburi FC in Chonburi. Seinen ersten Vertrag unterschrieb er beim damaligen Zweitligisten Sriracha FC im nahegelegenen Sriracha. Mit dem Verein wurde er 2010 Meister und stieg somit in die Erste Liga auf. Bis 2013 spielte er 51 Mal für den Verein. 2014 wechselte er zum Ligakonkurrenten Songkhla United FC. Am Ende der Saison belegte Songkhla den 18. Tabellenplatz und musste somit den Weg in die Zweitklassigkeit antreten. Nach dem Abstieg verließ er den Club und schloss sich dem Zweitligisten PTT Rayong FC an. Für Rayong stand er bis 2017 24 Mal auf dem Spielfeld. Zum Ligakonkurrenten Chiangmai FC wechselte er 2018. Hier wurde er die Hinserie an Chiangrai United ausgeliehen. Nach Ende der Ausleihe wechselte er die Rückserie 2018 nach Sisaket zum Sisaket FC. Nach sechs Monaten unterschrieb er Anfang 2019 wieder einen Vertrag beim Erstligaaufsteiger Chiangmai FC. Nach einer Saison wechselte er Anfang 2020 zum Erstligisten Trat FC nach Trat. Am Ende der Saison 2020/21 musste er mit Trat als Tabellenvorletzter in die zweite Liga absteigen. Nach insgesamt 63 Ligaspielen wurde sein Vertrag im Dezember 2022 aufgelöst. Im gleichen Monat unterschrieb er einen Vertrag beim Drittligisten Pattaya Dolphins United. Mit dem Verein aus dem Seebad Pattaya spielte er in der Eastern Region der Liga.  Mit dem Verein wurde er am Ende der Saison Meister der Region. In den Aufstiegsspielen zur zweiten Liga konnte man sich jedoch nicht durchsetzen. Da dem MH Nakhonsi City FC die Zweitligalizenz verweigert wurde, stieg Pattaya als Gesamtvierter der dritten Liga in die zweite Liga auf. Nach zwei Jahren und 35 Ligaspielen wechselte der Mittelfeldakteur im Dezember 2024 weiter zum Drittligisten BFB Pattaya City.

## Erfolge
Sriracha FC
- Thailändischer Zweitligameister: 2010

Pattaya Dolphins United
- Thai League 3 – East: 2022/23  ▲